# Disuguaglianza di Cramér-Rao
In statistica, la disuguaglianza di Cramér-Rao, che prende il nome da Harald Cramér e Calyampudi Radhakrishna Rao, afferma che il reciproco della matrice informazione di Fisher {\displaystyle \ {\mathcal {I}}(\vartheta )} per un parametro {\displaystyle \ \vartheta } costituisce un limite inferiore alla varianza di uno stimatore corretto per il parametro (denotato {\displaystyle \ {\hat {\vartheta }}}):
{\displaystyle \ {\mbox{var}}\left({\hat {\vartheta }}\right)\geq {\frac {1}{{\mathcal {I}}(\vartheta )}}={\frac {1}{n{\mbox{E}}\left[\left({\frac {\partial }{\partial \vartheta }}\ln f(X;\vartheta )\right)^{2}\right]}}}
In alcuni casi, non esiste uno stimatore corretto che consegue il limite inferiore così stabilito.
Non è infrequente trovare riferimenti alla disuguaglianza di Cramér-Rao come al limite inferiore di Cramér-Rao.
Si ritiene che il matematico francese Maurice René Fréchet sia stato il primo a scoprire e dimostrare questa disuguaglianza.

## Condizioni di regolarità
La disuguaglianza di Cramér-Rao si fonda su due deboli condizioni di regolarità che caratterizzano la funzione di densità {\displaystyle \ f(x;\vartheta )}, e lo stimatore adottato, {\displaystyle \ T(X)}. Tali condizioni richiedono che:
- L'informazione di Fisher sia sempre definita; ciò equivale a richiedere che, per ogni {\displaystyle \ x} tale che {\displaystyle \ f(x;\vartheta )>0},

{\displaystyle \ {\frac {\partial }{\partial \vartheta }}\ln f(x;\vartheta )<\infty }
- Le operazioni di integrazione rispetto a {\displaystyle \ x} e di derivazione rispetto a {\displaystyle \ \vartheta } possano essere scambiate all'interno del valore atteso dello stimatore {\displaystyle \ T(X)}, ossia:

{\displaystyle \ {\frac {\partial }{\partial \vartheta }}\left[\int T(x)f(x;\vartheta )dx\right]=\int T(x)\left[{\frac {\partial }{\partial \vartheta }}f(x;\vartheta )\right]dx}
ogniqualvolta il secondo membro della relazione sopra è finito.
Laddove la seconda condizione di regolarità è estesa al secondo ordine di derivazione, è possibile esprimere la disuguaglianza tramite una forma alternativa dell'informazione di Fisher, così che il limite inferiore di Cramér-Rao è dato da:
{\displaystyle \ {\mbox{var}}\left({\hat {\vartheta }}\right)\geq {\frac {1}{{\mathcal {I}}(\vartheta )}}={\frac {1}{-{\mbox{E}}\left[{\frac {\partial ^{2}}{\partial \vartheta ^{2}}}\ln f(X;\vartheta )\right]}}}
In alcuni casi, può risultare più semplice applicare la disuguaglianza nella forma testé espressa.
Si osservi che uno stimatore non corretto potrà avere una varianza o uno scarto quadratico medio inferiore al limite di Cramér-Rao; questo perché la disuguaglianza è riferita esclusivamente a stimatori corretti.

## Dimostrazione
La dimostrazione della disuguaglianza di Cramér-Rao passa attraverso la verifica di un risultato più generale; per un qualsiasi stimatore (statistica di un campione {\displaystyle \ X}) {\displaystyle \ T=t(X)}, il cui valore atteso è denotato da {\displaystyle \ \psi (\vartheta )}, e per ogni {\displaystyle \ \vartheta }:
{\displaystyle \ {\mbox{var}}(t(X))\geq {\frac {\left[\psi '(\vartheta )\right]^{2}}{{\mathcal {I}}(\vartheta )}}}
La disuguglianza di Cramér-Rao discende direttamente da quest'ultima relazione, come caso particolare. 
Sia dunque {\displaystyle \ X} una variabile casuale, avente funzione di densità {\displaystyle \ f(x;\vartheta )}. {\displaystyle \ T=t(X)} è una statistica utilizzata come estimatore del parametro {\displaystyle \ \vartheta }. Sia inoltre {\displaystyle \ V} il suo score, o derivata logaritmica rispetto a {\displaystyle \vartheta }:
{\displaystyle \ V={\frac {\partial }{\partial \vartheta }}\ln f(X;\vartheta )}
Il valore atteso {\displaystyle \ {\mbox{E}}(V)} è nullo. Ciò a sua volta implica che {\displaystyle \ {\mbox{cov}}(V,T)={\mbox{E}}(VT)-{\mbox{E}}(V){\mbox{E}}(T)={\mbox{E}}(VT)}. Espandendo quest'ultima espressione, si ha:
{\displaystyle \ {\mbox{cov}}(V,T)={\mbox{E}}\left(T{\frac {\partial }{\partial \vartheta }}\ln f(X;\vartheta )\right)}
Svolgendo la derivata tramite la regola della catena:
{\displaystyle \ {\frac {\partial }{\partial x}}\ln g(x)={\frac {1}{g(x)}}{\frac {\partial g}{\partial x}}}
e conoscendo la definizione di speranza matematica:
{\displaystyle \ {\mbox{E}}\left(T{\frac {\partial }{\partial \vartheta }}\ln f(X;\vartheta )\right)=\int t(x)\left[{\frac {\partial }{\partial \vartheta }}f(x;\vartheta )\right]dx={\frac {\partial }{\partial \vartheta }}\left[\int t(x)f(x;\vartheta )dx\right]=\psi '(\vartheta )}
dal momento che gli operatori di derivazione e integrazione commutano.
Tramite la disuguaglianza di Cauchy-Schwarz si ha inoltre:
{\displaystyle \ {\sqrt {{\mbox{var}}(T){\mbox{var}}(V)}}\geq \mid {\mbox{cov}}(V,T)\mid =\psi '(\vartheta )}
dunque:
{\displaystyle \ {\mbox{var}}(T)\geq {\frac {\left[\psi '(\vartheta )\right]^{2}}{{\mbox{var}}(V)}}={\frac {\left[\psi '(\vartheta )\right]^{2}}{{\mathcal {I}}(\vartheta )}}=\left[{\frac {\partial }{\partial \vartheta }}{\mbox{E}}(T)\right]^{2}{\frac {1}{{\mathcal {I}}(\vartheta )}}}
come volevasi dimostrare. Ora, se {\displaystyle \ T} è uno stimatore corretto per {\displaystyle \ \vartheta }, {\displaystyle {\mbox{E}}(T)=\vartheta }, e {\displaystyle \ \psi '(\vartheta )=1}; dunque la relazione sopra diviene:
{\displaystyle \ {\mbox{var}}(T)\geq {\frac {1}{{\mathcal {I}}(\vartheta )}}}
ossia la disuguaglianza di Cramér-Rao.

## Estensione a più parametri
Al fine di estendere la disuguaglianza di Cramér-Rao al caso di un vettore di parametri, si definisca il vettore colonna:
{\displaystyle {\boldsymbol {\theta }}=\left[\vartheta _{1},\vartheta _{2},\dots ,\vartheta _{d}\right]'\in \mathbb {R} ^{d}}
e sia ad esso associata una funzione di densità {\displaystyle f(x;{\boldsymbol {\theta }})} che soddisfi le condizioni di regolarità elemento per elemento. 
L'informazione di Fisher {\displaystyle \ {\mathcal {I}}({\boldsymbol {\theta }})} è allora una matrice di dimensioni {\displaystyle \ d\times d}, il cui generico elemento {\displaystyle \ (m,k)} è definito da:
{\displaystyle \ {\mathcal {I}}_{m,k}={\mbox{E}}\left[{\frac {\partial }{\partial \vartheta _{m}}}\ln f\left(x;{\boldsymbol {\theta }}\right){\frac {\partial }{\partial \vartheta _{k}}}\ln f\left(x;{\boldsymbol {\theta }}\right)\right]}
La disuguaglianza di Cramér-Rao è dunque formulata come:
{\displaystyle {\mbox{cov}}_{\boldsymbol {\theta }}\left({\boldsymbol {T}}(X)\right)\geq {\frac {\partial {\boldsymbol {\psi }}\left({\boldsymbol {\theta }}\right)}{\partial {\boldsymbol {\theta }}^{T}}}{\mathcal {I}}\left({\boldsymbol {\theta }}\right)^{-1}{\frac {\partial {\boldsymbol {\psi }}\left({\boldsymbol {\theta }}\right)'}{\partial {\boldsymbol {\theta }}}}}
dove:
- {\displaystyle {\boldsymbol {T}}(X)={\begin{bmatrix}T_{1}(X)&T_{2}(X)&\cdots &T_{d}(X)\end{bmatrix}}'}
- {\displaystyle {\boldsymbol {\psi }}=\mathrm {E} \left[{\boldsymbol {T}}(X)\right]={\begin{bmatrix}\psi _{1}\left({\boldsymbol {\theta }}\right)&\psi _{2}\left({\boldsymbol {\theta }}\right)&\cdots &\psi _{d}\left({\boldsymbol {\theta }}\right)\end{bmatrix}}'}
- {\displaystyle {\frac {\partial {\boldsymbol {\psi }}\left({\boldsymbol {\theta }}\right)}{\partial {\boldsymbol {\theta }}'}}={\begin{bmatrix}\psi _{1}\left({\boldsymbol {\theta }}\right)\\\psi _{2}\left({\boldsymbol {\theta }}\right)\\\vdots \\\psi _{d}\left({\boldsymbol {\theta }}\right)\end{bmatrix}}{\begin{bmatrix}{\frac {\partial }{\partial \vartheta _{1}}}&{\frac {\partial }{\partial \vartheta _{2}}}&\cdots &{\frac {\partial }{\partial \vartheta _{d}}}\end{bmatrix}}={\begin{bmatrix}{\frac {\partial \psi _{1}\left({\boldsymbol {\theta }}\right)}{\partial \vartheta _{1}}}&{\frac {\partial \psi _{1}\left({\boldsymbol {\theta }}\right)}{\partial \vartheta _{2}}}&\cdots &{\frac {\partial \psi _{1}\left({\boldsymbol {\theta }}\right)}{\partial \vartheta _{d}}}\\{\frac {\partial \psi _{2}\left({\boldsymbol {\theta }}\right)}{\partial \vartheta _{1}}}&{\frac {\partial \psi _{2}\left({\boldsymbol {\theta }}\right)}{\partial \vartheta _{2}}}&\cdots &{\frac {\partial \psi _{2}\left({\boldsymbol {\theta }}\right)}{\partial \vartheta _{d}}}\\\vdots &\vdots &\ddots &\vdots \\{\frac {\partial \psi _{d}\left({\boldsymbol {\theta }}\right)}{\partial \vartheta _{1}}}&{\frac {\partial \psi _{d}\left({\boldsymbol {\theta }}\right)}{\partial \vartheta _{2}}}&\cdots &{\frac {\partial \psi _{d}\left({\boldsymbol {\theta }}\right)}{\partial \vartheta _{d}}}\end{bmatrix}}}
- {\displaystyle {\frac {\partial {\boldsymbol {\psi }}\left({\boldsymbol {\theta }}\right)'}{\partial {\boldsymbol {\theta }}}}={\begin{bmatrix}{\frac {\partial }{\partial \vartheta _{1}}}\\{\frac {\partial }{\partial \vartheta _{2}}}\\\vdots \\{\frac {\partial }{\partial \vartheta _{d}}}\end{bmatrix}}{\begin{bmatrix}\psi _{1}\left({\boldsymbol {\theta }}\right)&\psi _{2}\left({\boldsymbol {\theta }}\right)&\cdots &\psi _{d}\left({\boldsymbol {\theta }}\right)\end{bmatrix}}={\begin{bmatrix}{\frac {\partial \psi _{1}\left({\boldsymbol {\theta }}\right)}{\partial \vartheta _{1}}}&{\frac {\partial \psi _{2}\left({\boldsymbol {\theta }}\right)}{\partial \vartheta _{1}}}&\cdots &{\frac {\partial \psi _{d}\left({\boldsymbol {\theta }}\right)}{\partial \vartheta _{1}}}\\{\frac {\partial \psi _{1}\left({\boldsymbol {\theta }}\right)}{\partial \vartheta _{2}}}&{\frac {\partial \psi _{2}\left({\boldsymbol {\theta }}\right)}{\partial \vartheta _{2}}}&\cdots &{\frac {\partial \psi _{d}\left({\boldsymbol {\theta }}\right)}{\partial \vartheta _{2}}}\\\vdots &\vdots &\ddots &\vdots \\{\frac {\partial \psi _{1}\left({\boldsymbol {\theta }}\right)}{\partial \vartheta _{d}}}&{\frac {\partial \psi _{2}\left({\boldsymbol {\theta }}\right)}{\partial \vartheta _{d}}}&\cdots &{\frac {\partial \psi _{d}\left({\boldsymbol {\theta }}\right)}{\partial \vartheta _{d}}}\end{bmatrix}}}

e {\displaystyle \ {\mbox{cov}}_{\boldsymbol {\theta }}\left({\boldsymbol {T}}(X)\right)} è una matrice semidefinita positiva, ossia tale per cui {\displaystyle \ x'{\mbox{cov}}_{\boldsymbol {\theta }}\left({\boldsymbol {T}}(X)\right)x\geq 0\ \forall \ x\in \mathbb {R} ^{d},\ x\neq \mathbf {0} }. 
Se {\displaystyle \ {\boldsymbol {T}}(X)={\begin{bmatrix}T_{1}(X)&T_{2}(X)&\cdots &T_{d}(X)\end{bmatrix}}'} è uno stimatore corretto, e dunque {\displaystyle \ {\boldsymbol {\psi }}({\boldsymbol {\theta }})={\boldsymbol {\theta }}}, la disuguaglianza di Cramér-Rao è:
{\displaystyle \ {\mbox{cov}}_{\boldsymbol {\theta }}({\boldsymbol {T}}(X))\geq {\mathcal {I}}({\boldsymbol {\theta }})^{-1}}
La disuguaglianza stessa è da intendersi nel senso che la differenza tra il primo e il secondo membro è ancora una matrice semidefinita positiva.

## Disuguaglianza di Cramér-Rao ed efficienza
La disuguaglianza di Cramér-Rao è strettamente legata al concetto di efficienza di uno stimatore. In particolare, è possibile definire una misura di efficienza per uno stimatore {\displaystyle \ T(X)} per il parametro (o vettore di parametri) {\displaystyle \ \vartheta }, come:
{\displaystyle \ e(T)={\frac {\frac {1}{{\mathcal {I}}(\vartheta )}}{{\mbox{var}}(T)}}}
ossia la minima varianza possibile per uno stimatore corretto, basata sulla disuguaglianza di Cramér-Rao, rapportata all'effettiva varianza. In base alla disuguaglianza di Cramér-Rao, ovviamente {\displaystyle \ e(T)\leq 1}.

## Illustrazione del risultato
Si illustra il significato della disuguaglianza di Cramér-Rao tramite un esempio basato sulla variabile casuale normale multivariata. Sia un vettore aleatorio {\displaystyle \ \mathbf {x} \in \mathbb {R} ^{d}}, tale che:
{\displaystyle \ \mathbf {x} \sim N\left(\mu ({\boldsymbol {\theta }}),\Sigma ({\boldsymbol {\theta }})\right),\ \mu ({\boldsymbol {\theta }})\in \mathbb {R} ^{d},\ \Sigma ({\boldsymbol {\theta }})\in \mathbb {R} ^{d\times d}}
dove {\displaystyle \ N(\cdot )} denota la distribuzione normale; la funzione di densità multivariata associata è:
{\displaystyle \ f_{\mathbf {X} }(\mathbf {x} ;{\boldsymbol {\theta }})={\frac {1}{\sqrt {(2\pi )^{d}|\Sigma |}}}\exp \left\{-{\frac {1}{2}}(\mathbf {x} -\mu )'\Sigma ^{-1}(\mathbf {x} -\mu )\right\}}
La matrice informazione di Fisher ha generico elemento {\displaystyle \ (m,k)}:
{\displaystyle \ {\mathcal {I}}({\boldsymbol {\theta }})_{m,k}={\frac {\partial \mu '}{\partial \vartheta _{m}}}\Sigma ^{-1}{\frac {\partial \mu }{\partial \mu _{k}}}+{\frac {1}{2}}{\mbox{tr}}\left(\Sigma ^{-1}{\frac {\partial \Sigma }{\partial \vartheta _{m}}}\Sigma ^{-1}{\frac {\partial \Sigma }{\partial \vartheta _{k}}}\right)}
dove {\displaystyle \ {\mbox{tr}}(\cdot )} denota l'operatore traccia di una matrice.
Si consideri caso di un vettore aleatorio gaussiano come sopra, di dimensione {\displaystyle \ n}, con media nulla ed elementi indipendenti aventi ciascuno varianza {\displaystyle \ \sigma ^{2}}:
{\displaystyle \ x\sim N(\mathbf {0} ,\sigma ^{2}I)}
La matrice informazione di Fisher è allora {\displaystyle \ 1\times 1}:
{\displaystyle \ {\mathcal {I}}(\sigma ^{2})={\frac {1}{2}}{\mbox{tr}}\left(\Sigma ^{-1}{\frac {\partial \Sigma }{\partial \vartheta _{m}}}\Sigma ^{-1}{\frac {\partial \Sigma }{\partial \vartheta _{k}}}\right)={\frac {1}{2\sigma ^{2}}}{\mbox{tr}}(I)={\frac {n}{2\sigma ^{2}}}}
Dunque il limite inferiore di Cramér-Rao per la varianza di uno stimatore {\displaystyle \ T_{\sigma ^{2}}} per {\displaystyle \ \sigma ^{2}} è dato da:
{\displaystyle \ {\mbox{var}}(T_{\sigma ^{2}})\geq {\frac {2\sigma ^{2}}{n}}}
Giova osservare che tale limite è pari alla varianza teorica dello stimatore di massima verosimiglianza per il parametro {\displaystyle \ \sigma ^{2}} nelle ipotesi presentate.